# Conseillers départementaux de la Seine-Saint-Denis

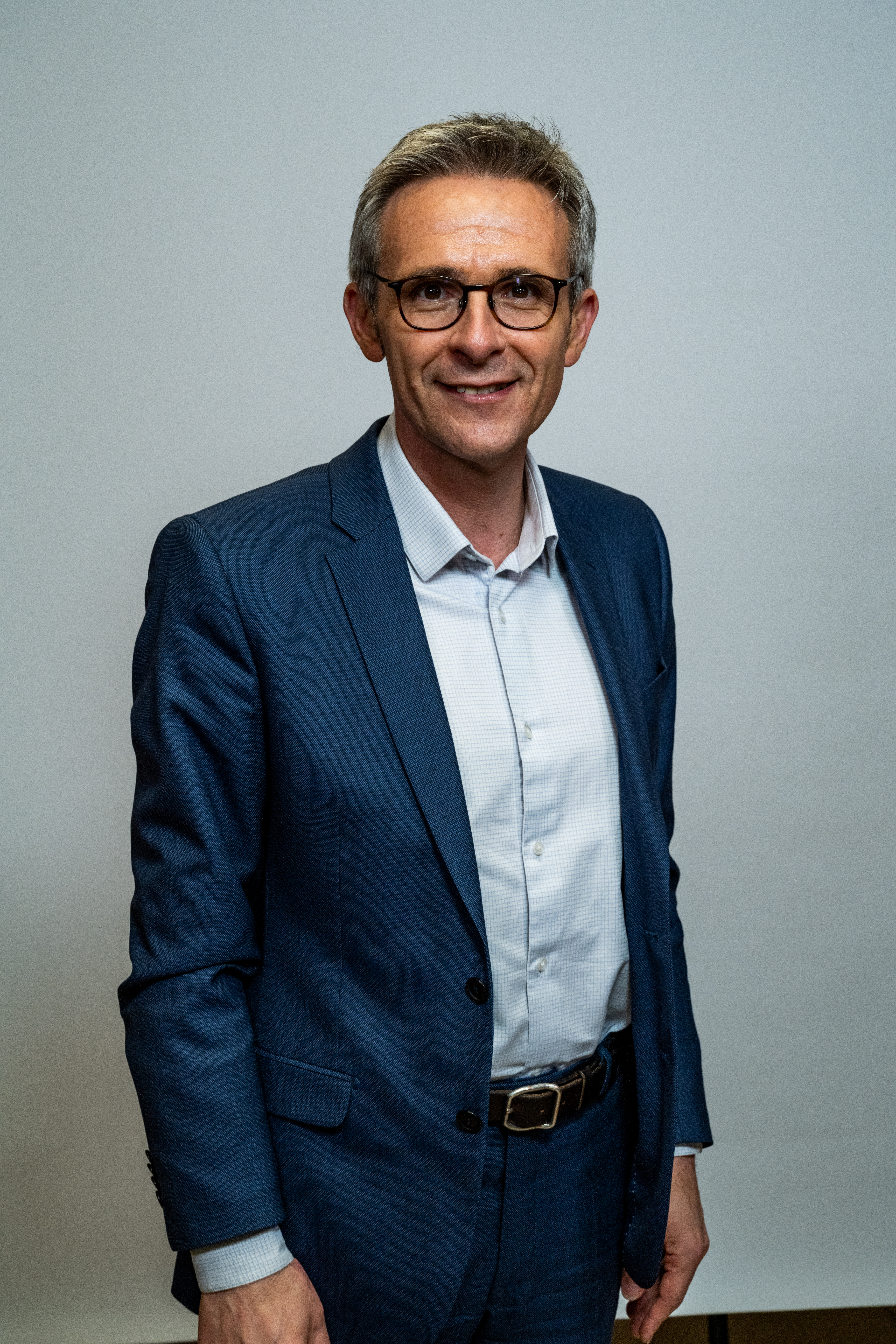
Stéphane Troussel, président du conseil départemental.

Les 42 conseillers départementaux de la Seine-Saint-Denis sont élus pour la première fois les 22 et 29 mars 2015. Stéphane Troussel est élu le 2 avril 2015 premier président du conseil départemental, qui succède au conseil général. À la suite des élections des 20 et 27 juin 2021, Stéphane Troussel est réélu président du conseil départemental.

## Conseil départemental 2021-2027

### Exécutif départemental 2021-2027

#### Président

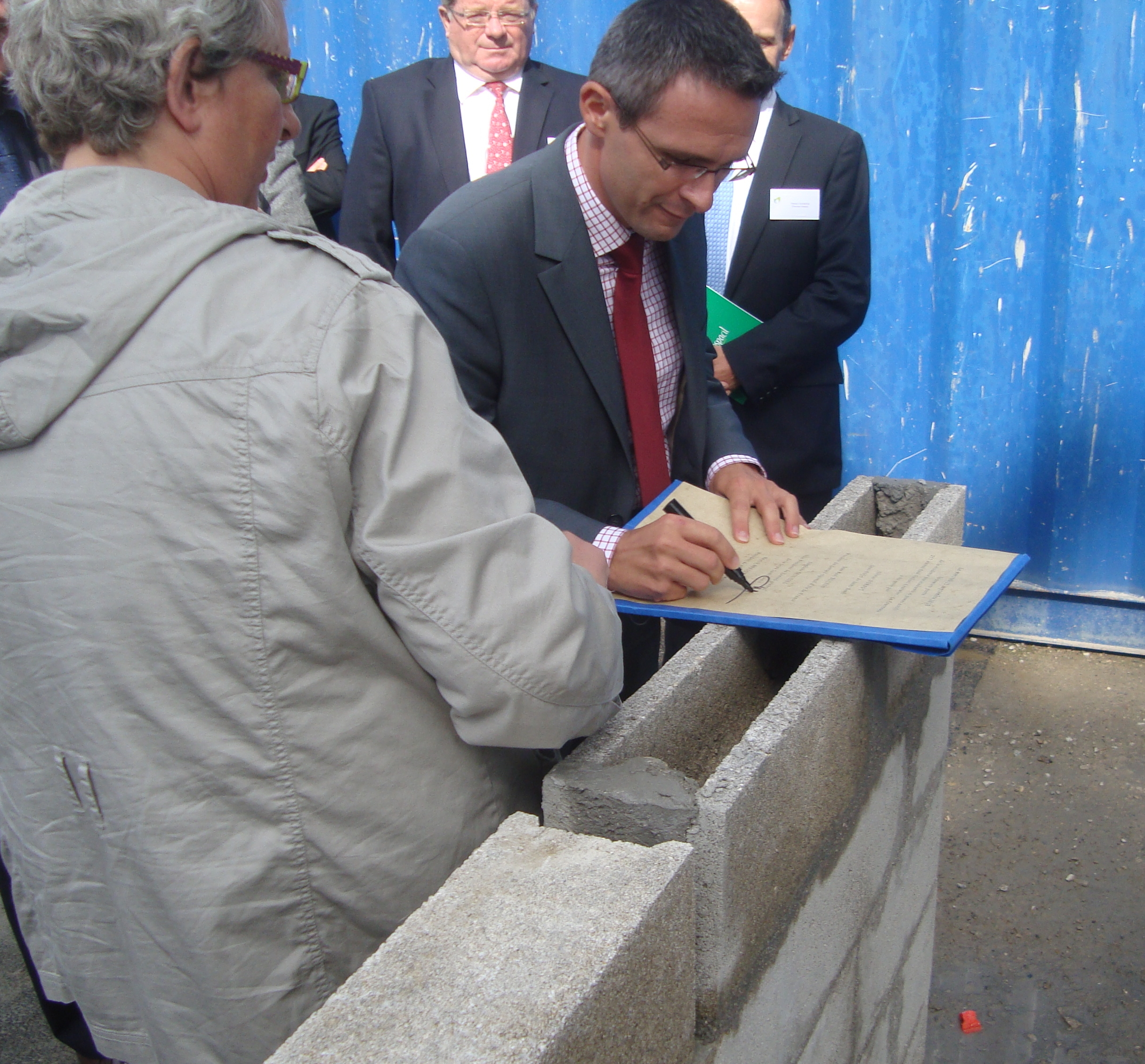
Pose de la première pierre d'une résidence pour jeunes.

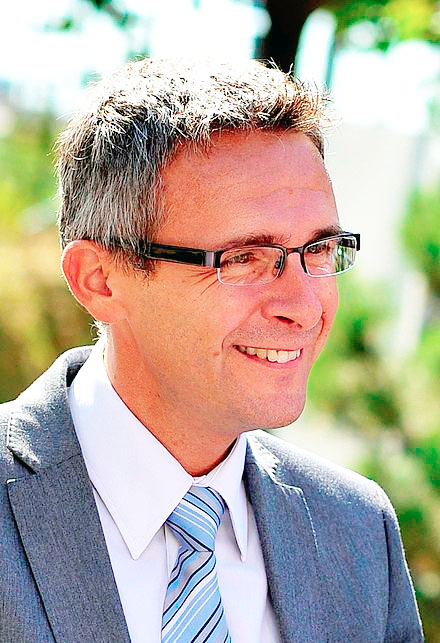
Stéphane Troussel en 2015.

Stéphane Troussel est né le 7 avril 1970 à Saint-Denis. Il est fonctionnaire territorial en position de détachement et habite à La Courneuve. Il a milité à SOS Racisme, puis à l'UNEF-ID. Après avoir été membre d'associations sportives ou culturelles, il est maintenant membre d'une association de parents d'élèves et de consommateurs.
Adhérent au PS depuis 1993, il a rallié les amis de Laurent Fabius au moment de son soutien au non au référendum sur le traité constitutionnel européen. Il est élu au conseil municipal de La Courneuve en 1995 et réélu en 2001 sur une liste d'union de la gauche. En son sein, il avait été élu, en 2001, adjoint au maire chargé de la petite enfance, à laquelle s'ajoute la population de 2004 à 2008.
Il a été élu conseiller général du canton de La Courneuve en 2004, après avoir devancé au premier tour la candidate communiste sortante, Marie-Christine Labat. Il a conduit une liste PS-Verts-PRG-MRC aux municipales 2008, qui n'a pas réussi à battre celle du maire communiste sortant, Gilles Poux. En mars 2008, il devient vice-président du conseil général chargé de l'habitat, de la politique de la ville et de la mixité sociale. Réélu conseiller conseiller général en 2011 face au maire de la commune, il devient premier vice-président, chargé de l'habitat et de l'égalité territoriale.
Le 4 septembre 2012, Claude Bartolone étant devenu président de l'Assemblée nationale, il lui succède à la tête du conseil général. En mars 2014, il devient adjoint au maire de La Courneuve, chargé des finances locales. En mars 2015, il est élu conseiller départemental du nouveau canton de La Courneuve en binôme avec Zaïnaba Saïd-Anzum. En juillet 2020, il reprend une place de conseiller municipal de La Courneuve et de conseiller de territoire délégué aux jeux olympiques à Plaine commune. Il est réélu avec Zaïnaba Saïd-Anzumen juin 2021 et il est réélu président du Conseil départemental le 1er juillet 2021.

#### 1ervice-président
Né le 5 mars 1958, Daniel Guiraud est membre du Parti socialiste. Cadre administratif, militant associatif (notamment pour la défense des locataires) et politique, il a été élu maire des Lilas en mars 2001 en battant la liste de droite sortante. En mars 2004, il est élu conseiller général du canton des Lilas ; il devient président du groupe des élus socialistes. Depuis 2008, il est vice-président chargé du développement des finances et de l'administration générale et est reconduit à ces fonctions en 2012 et en 2015. Il ne se représente pas aux fonction de maire des Lilas en 2020 et devient adjoint au maire.
Marié et père de trois enfants, il est diplômé d’études supérieures spécialisées en droit public et en sciences politiques. Entre le 13 décembre 2013 et le 19 décembre 2014, il est président du syndicat mixte d'études Paris Métropole. Il est élu vice-président de la métropole du Grand Paris le 21 janvier 2016. Il préside aussi l’association de promotion du prolongement de la ligne 11 du métro depuis 2003. D'abord membre de la Gauche socialiste, il se rallie en 1998 aux amis de Laurent Fabius en devenant collaborateur de Claude Bartolone.
En mars 2015, il est élu conseiller départemental du canton de Bagnolet.
En juin 2021, il est réélu conseiller départemental en binôme avec Elodie Girardet (EELV). Il est premier vice-président chargé des finances, de la modernisation de l’administration et des moyens généraux.

#### 2evice-présidente
Née le 6 septembre 1968, Pascale Labbé est comptable dans une entreprise privée. Membre du Parti communiste, elle est élue conseillère municipale de Noisy-le-Sec en 1989. Elle est adjointe au maire, chargée du personnel et de l'administration, de 2001 à 2002, conseillère municipale d'opposition de 2002 à 2008, adjointe au maire chargée de l'enseignement de 2008 à 2010, et à nouveau conseillère municipale d'opposition depuis 2010. En mars 2015, elle est élue conseillère départementale en binôme avec Abdel-Majid Sadi dans le canton de Bobigny. En avril 2015, elle devient conseillère départementale déléguée chargée de l’égalité femmes-hommes et de l’Observatoire départemental des violences faites aux femmes. Elle est réélue avec le même binôme en juin 2021. Elle est vice-présidente chargée de l’égalité femmes-hommes.

#### 3evice-président
Élu maire de Saint-Ouen-sur-Seine en juin 2020, membre du PS, Karim Bouamrane est élu avec la communiste Emilie Lecrocq sur le canton de Saint-Ouen en juin 2021. Il est vice-président chargé de la culture.

#### 4evice-présidente
Membre d'EELV, Nadia Azoug est élue conseillère départementale du canton de Pantin en binôme avec Mathieu Monot. Elle est élue quatrième vice-présidente chargée de l’enfance, de la prévention et de la parentalité.

#### 5evice-président
Né le 4 février 1971, cadre dans le secteur privé, Belaïde Bedreddine est élu en mars 2011 conseiller général PCF du canton de Montreuil-Ouest face au sortant apparenté PS Manuel Martinez. Il est adjoint au maire de Montreuil depuis 2014. En mars 2015, il est élu conseiller départemental du canton de Montreuil-2 en binôme avec Dominique Attia. Il est élu troisième vice-président chargé de l'écologie urbaine.
En novembre 2015, il est élu président du SIAAP. Il est réélu en juin 2021 avec  Tessa Chaumillon (EELV). Il est vice-président chargé de l’écologie urbaine.

#### 6evice-présidente
Membre d'EELV, Melissa Youssouf est élue avec Stéphane Blanchet sur le canton de Sevran.
Elle est vice-présidente chargée de l’insertion, de l’économie sociale et solidaire et des fonds européens.

#### 7evice-président
Emmanuel Constant est une personnalité politique française, né le 17 mars 1968 à Gourdon. Professeur de l'enseignement secondaire, il est membre du PS.
Il est élu conseiller général du canton de Noisy-le-Grand en 1998 et réélu en 2004 et en 2011. Il est vice-président du conseil général de Seine-Saint-Denis, délégué aux sports et à la jeunesse de 2004 à 2008, puis chargé de la culture. En 2011, sa délégation devient celle de la culture et du patrimoine. Il préside le groupe socialiste du conseil général de septembre 2012 à mars 2015.
Adjoint au maire de Noisy-le-Grand de 1995 à 2015, puis conseiller municipal à la suite des élections partielles de septembre 2015, il est élu aux élections législatives en juin 2012 comme suppléant du député socialiste Michel Pajon dans la 3e circonscription. En mars 2015, il est élu conseiller départemental du canton de Noisy-le-Grand en binôme avec l'écologiste Frédérique Denis. Il est élu cinquième vice-président chargé de l'éducation. En juin 2021, il est réélu avec l'écologiste Frédérique Denis et obtient une vice-présidence chargée de l’éducation et des Jeux olympiques et paralympiques.

#### 8evice-présidente
Directrice d'une agence de communication publique de 2004 à 2014, membre du Parti communiste, Dominique Dellac habite à Montfermeil. En mars 2015, elle est élue conseillère départementale en binôme avec Pierre Laporte dans le canton de Tremblay-en-France.
En juin 2021, elle est réélue en binôme avec Pierre Laporte sur le même canton. Elle est vice-présidente chargée du patrimoine culturel, de la mémoire, du tourisme et de l’éducation artistique et culturelle.

#### 9evice-président
Maire  de Sevran, Stéphane Blanchet est élu en binôme avec Melissa Youssouf (EELV) canton de Sevran.
Il est vice-président chargé de l’autonomie.

#### 10evice-présidente
Salariée dans une entreprise d'insertion, née le 25 janvier 1988, membre du PS depuis 2004, Magalie Thibault est conseillère municipale d'opposition à Rosny-sous-Bois depuis mars 2014. Elle est élue conseillère départementale du canton de Montreuil-1 en mars 2015 en binôme avec Frédéric Molossi. Elle est élue douzième vice-présidente chargée de l’autonomie des personnes et est alors la benjamine du conseil.
Elle est réélue en juin 2021 avec Frédéric Molossi sur le canton de Montreuil-1. Elle est vice-présidente chargée des solidarités et de la santé.

#### 11evice-président
Adjoint au maire PS de Saint-Denis et vice-président de Plaine commune depuis juillet 2020, Corentin Duprey est élu sur le canton de Saint-Denis-1 avec Oriane Filhol.
Il est vice-président chargé des mobilités durables et du développement du territoire.

#### 12evice-présidente
Née le 20 juin 1987, membre du PRG depuis 2014, responsable des Jeunes radicaux de gauche en Seine-Saint-Denis, Florence Laroche est élue conseillère municipale de Villetaneuse en mars 2014. En mars 2015, elle est élue conseillère départementale du canton de Pantin en binôme avec Bertrand Kern. En avril 2015, elle devient conseillère départementale déléguée à la modernisation de l’administration, aux nouveaux services publics et aux nouvelles technologies.
En mars 2020, elle devient maire-adjoint divers gauche de Villetaneuse. En juin 2021, elle est réélue conseillère départementale, mais cette fois sur le canton d'Épinay-sur-Seine en binôme avec le maire de Pierrefitte Michel Fourcade. Elle est vice-président chargée de l’habitat durable et de la politique de la ville.

### Conseillers départementaux délégués

#### Mathieu Monot
Membre du PS, Mathieu Monot est élu conseiller départemental du canton de Pantin en binôme avec Nadia Azoug (EELV). Il est conseiller départemental délégué à la démocratie participative et à la vie associative.

#### Frédérique Denis
Membre d'EELV, Frédérique Denis est élue sur du canton de Noisy-le-Grand en binôme avec le socialiste Emmanuel Constant en mars 2015. Ils sont réélus en juin 2021.
Elle est conseillère départementale déléguée au plan alimentaire territorial.

#### Abdel Sadi

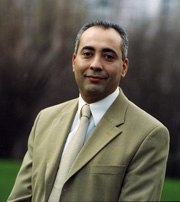
Abdel-Madjid Sadi en 2007.

Abdel-Madjid Sadi est un homme politique français, apparenté PCF, né en 1962 à La Courneuve. Il travaille comme animateur à Bobigny, où il réside depuis 1983. Conseiller municipal, puis adjoint au maire de Bobigny à partir de 1995, il est élu conseiller général du canton de Bobigny en 2001, puis réélu en 2008.
En 2006, à la suite du décès du maire de Bobigny, Bernard Birsinger, il devient premier adjoint de la nouvelle maire, Catherine Peyge. Il est candidat du PCF aux élections législatives de 2007, dans la 5e circonscription de Seine-Saint-Denis (qui regroupe alors les villes de Drancy et Bobigny), battu au second tour. De nouveau candidat aux législatives en 2012, il est battu au premier tour. En mars 2014, il redevient conseiller municipal à la suite de la victoire de la liste de droite, conduite par l'UDI. En mars 2015, il est cependant réélu conseiller départemental du canton de Bobigny en binôme avec Pascale Labbé. Il est élu septième vice-président chargé des relations internationales et européennes, de la coopération décentralisée. En juin, il devient maire de Bobigny en battant l'équipe municipale de droite sortante.
En juin 2021, il est réélu conseiller départemental du canton de Bobigny en binôme avec Pascale Labbé. Il est conseiller départemental délégué aux relations internationales et européennes.

#### Oriane Filhol
Adjointe au maire de Saint-Denis depuis juillet 2020, membre de Génération.s,  Oriane Filhol est élue en juin 2021 sur le canton de Saint-Denis-1 avec Corentin Duprey. Elle est conseillère départementale déléguée à la lutte contre les discriminations.

#### Azzedine Taïbi
Azzédine Taïbi est né le 26 juin 1964. Il a été travailleur social, animateur, éducateur et directeur de différentes structures de jeunesse. Membre du Parti communiste, il est élu pour la première fois conseiller municipal de Stains en mars 1989. Il devient adjoint au maire chargé des questions de la jeunesse en 1995 et demeure maire-adjoint jusqu'en 2014. Azzédine Taïbi est élu conseiller général du canton de Stains en 2001 et réélu en 2008. En 2008, il devient vice-président du conseil général chargé du sport, de la jeunesse et de l'éducation populaire. En 2011, il est délégué aux sports et au développement des services publics départementaux. Il est maire de Stains depuis mars 2014.
En mars 2015, il est conseiller départemental en binôme avec Silvia Capanema dans le canton de Saint-Denis-2. En avril 2015, il devient conseiller départemental délégué chargé de l’agenda 21. Réélu maire de Stains en juin 2021, il est réélu conseiller départemental en juin 2021 en binôme avec Silvia Capanema (LFI). Il est conseiller départemental délégué à la lutte contre la fracture numérique.

#### Zaïnaba Saïd-Anzum
Consultante en informatique, membre du Parti socialiste, Zaïnaba Saïd-Anzum est la suppléante de Stéphane Troussel lors des élections cantonales de 2011. Elle est 4e adjointe au maire de La Courneuve, chargée des transports et des déplacements urbains, depuis mars 2014. En mars 2015, elle est élue conseillère départementale du canton de La Courneuve en binôme avec Stéphane Troussel.
En juillet 2020, elle devient maire-adjointe chargée de la santé à La Courneuve.
En juin 2021, elle est réélue conseillère départementale du canton de La Courneuve en binôme avec Stéphane Troussel (PS).
Elle est conseillère départementale déléguée au sport.

#### Élodie Girardet
En juin 2021, Élodie Girardet est élue conseillère départementale du canton de Bagnolet en binôme avec Daniel Guiraud (PS).
Elle est conseillère départementale déléguée au projet éducatif départemental.
Directrice du centre d'information et d'orientation de Noisy-le-Sec, elle est maire-adjointe à l’éducation de Romainville, élue sur la liste Autrement Romainville à vivre, depuis 2020.

### Conseillers de la majorité

#### Frédéric Molossi
Né le 7 mars 1968 à Fontenay-sous-Bois, Frédéric Molossi adhère au PS en 1986. Il succède à Claire Pessin-Garric (MARS-GR) comme conseiller général (PS) du canton de Montreuil-Nord en mars 2008. Conseiller municipal de Montreuil de 1989 à 1995, il est adjoint au maire, Jean-Pierre Brard, de 1995 à 2008, chargé de la jeunesse, de l'enfance et de la petite enfance (1995-2001), puis de la santé, de l'hygiène et de la lutte contre le saturnisme (2001-2008). De 2008 à 2014, il siège dans l'opposition municipale.
En mars 2014, il est élu adjoint au nouveau maire communiste, Patrice Bessac, chargé du personnel. Il préside l'EPTB Seine Grands Lacs et, depuis 2014, l'Association française des EPTB. En mars 2015, il est réélu conseiller départemental du canton de Montreuil-1 en binôme avec Magalie Thibaut. Il est élu neuvième vice-président chargé de l’enfance et de la famille. En juin 2021, il est réélu avec le même binôme. Il quitte l'exécutif pour devenir président de groupe.

#### Michel Fourcade
Salarié de La Poste, Michel Fourcade y a exercé pendant de nombreuses années des activités syndicales. Il adhère au PS en 1976. Il est élu au conseil municipal de Pierrefitte-sur-Seine en 1989, dont il est maire-adjoint de 1989 à 2008.  Il est élu conseiller général du canton de Pierrefitte-sur-Seine en 2004 face à la candidate communiste sortante et alors maire de Pierrefitte-sur-Seine, Catherine Hanriot. En mars 2011, il est réélu conseiller général. En juin 2007, il est candidat suppléant du PS aux élections législatives dans la deuxième circonscription de la Seine-Saint-Denis, tout comme en 2012, année où il devient député suppléant. Le 15 mars 2008, il est élu maire de Pierrefitte-sur-Seine, puis est réélu en mars 2014. En mars 2015, il est élu conseiller départemental du canton d'Épinay-sur-Seine en binôme avec Nadège Abomangoli. Il est réélu maire de Pierrefitte en juin 2020 puis conseiller départemental du canton d'Épinay-sur-Seine en binôme cette fois avec Florence Laroche.

#### Tessa Chaumillon
Enseignante, adhérente EELV et animatrice du groupe local de Monteuil. 

### Conseillers d’opposition

#### Samuel Martin
Né le 11/07/1983, membre des Républicains , il est élu en Juin 2021 Conseiller départemental en binôme avec Karine Franclet .
À Aubervilliers, il exerce la fonction de maire-adjoint chargé du développement économique, des bâtiments et de la voirie , par ailleurs il siège en tant que conseiller territorial à l'EPT Plaine Commune. 

#### Vijay Monany
Il rejoint le parti Reconquête en soutenant la candidature d'Eric Zemmour pour l'élection présidentielle de 2022.

### Groupes politiques

#### Groupe de la gauche solidaire et écologiste
- 12 membres : Frédéric Molossi (président) Stéphane Troussel, Zaïnaba Saïd-Anzum, Daniel Guiraud, Michel Fourcade, Florence Laroche, Corentin Duprey, Oriane Filhol, Magalie Thibault, Emmanuel Constant, Mathieu Monot, Karim Bouamrane.

#### Groupe communiste, insoumis et citoyen
- 9 membres : Émilie Lecroq (présidente), Dominique Dellac, Pierre Laporte, Silvia Capanema, Azzedine Taibi, Belaïde Bedreddine, Pascale Labbé, Abdel Sadi, Stéphane Blanchet.

#### Groupe  Groupe écologiste de Seine-Saint-Denis
- 5 membres : Frédérique Denis (présidente), Mélissa Youssouf, Nadia Azoug, Tessa Chaumillon, Élodie Girardet.

#### Groupe des Républicains et divers droite
- 12 membres : Philippe Dallier (président), Franck Cannarozzo, Séverine Maroun, Angela Segura, Vijay Monany, Oldhynn Pierre, Rolin Cranoly, Marie-Blanche Piétri, Sylvie Paul-Bernard, Pierre-Yves Martin, Jean-Michel Bluteau, Michèle Choulet.

#### Groupe Union des démocrates et indépendants
- 4 membres : Aude Lagarde (présidente), Karine Franclet, Samuel Martin, Hamid Chabani.

## Conseil départemental 2015-2021

### Exécutif départemental 2015-2021
Le conseil départemental élu pour le mandat 2015-2021 est constitué des élus des 21 cantons qui composent le département.
| Président du Conseil départemental   |       |       |      |                                         |
| Stéphane Troussel (PS)               |       |       |      |                                         |
| Parti                                | Sigle | Sigle | Élus | Groupes                                 |
| Majorité (24 sièges)                 |       |       |      |                                         |
| Parti socialiste                     |       | PS    | 9    | Socialiste, radical et gauche citoyenne |
| Parti radical de gauche              |       | PRG   | 1    | Socialiste, radical et gauche citoyenne |
| Mouvement de la gauche citoyenne     |       | DVG   | 1    | Socialiste, radical et gauche citoyenne |
| Parti communiste français            |       | PCF   | 7    | Communiste, citoyen, front de gauche    |
| Ensemble !                           |       | E!    | 1    | Communiste, citoyen, front de gauche    |
| Europe Écologie Les Verts            |       | EÉLV  | 2    | Europe Écologie Les Verts               |
| La France insoumise                  |       | LFI   | 3    | Insoumis et communiste                  |
| Opposition (18 sièges)               |       |       |      |                                         |
| Les Républicains                     |       | LR    | 9    | Les Républicains                        |
| Union des démocrates et indépendants |       | UDI   | 2    | UDI-MoDem                               |
| Mouvement démocrate                  |       | MoDem | 1    | UDI-MoDem                               |
| Divers droite                        |       | DVD   | 2    | Les centristes                          |
| Agir                                 |       | Agir  | 2    | Agir pour la Seine-Saint-Denis          |
| Les Républicains                     |       | LR    | 2    | Non-inscrits                            |

#### Président
Stéphane Troussel est né le 7 avril 1970 à Saint-Denis. Il est élu conseiller général du canton de La Courneuve en 2004. Réélu conseiller conseiller général en 2011 face au maire de la commune, il devient premier vice-président, chargé de l'habitat et de l'égalité territoriale.
Le 4 septembre 2012, Claude Bartolone étant devenu président de l'Assemblée nationale, il lui succède à la tête du conseil général. En mars 2014, il devient adjoint au maire de La Courneuve, chargé des finances locales. En mars 2015, il est élu conseiller départemental du nouveau canton de La Courneuve en binôme avec Zaïnaba Saïd-Anzum.

#### 1ervice-président
Depuis 2008, il est vice-président chargé du développement des finances et de l'administration générale et est reconduit à ces fonctions en 2012 et en 2015.

#### 2evice-présidente
Née en Algérie le 25 septembre 1955, arrivée en France à la fin des années 1990 pour y terminer ses études universitaires, Meriem Derkaoui est fonctionnaire de catégorie A. Membre du PCF, elle est première adjointe au maire d'Aubervilliers de 2014 à 2016, chargée de l'enseignement, puis élue maire le 21 janvier 2016, à la suite de la démission de Pascal Beaudet. Elle est élue conseillère départementale du canton d'Aubervilliers en binôme avec Pascal Beaudet. Elle est élue deuxième vice-présidente chargée de la culture.

#### 3evice-président
Né le 4 février 1971, cadre dans le secteur privé, Belaïde Bedreddine est élu en mars 2011 conseiller général PCF du canton de Montreuil-Ouest face au sortant apparenté PS Manuel Martinez. Il est adjoint au maire de Montreuil depuis 2014. En mars 2015, il est élu conseiller départemental du canton de Montreuil-2 en binôme avec Dominique Attia. Il est élu troisième vice-président chargé de l'écologie urbaine.
En novembre 2015, il est élu président du SIAAP.

#### 4evice-présidente
Membre d'EELV, Nadège Grosbois est élue conseillère départementale du canton de Saint-Denis-1 en binôme avec Mathieu Hanotin. Elle est élue quatrième vice-présidente chargée de l’emploi et de l’économie.
Venue de Lorraine, elle vit en Seine-Saint-Denis depuis 2002 et à Saint-Denis depuis 2010. Diplômée en design industriel, de l’Ensaama et l’Ensci, elle est scénographe de salons événementiels. En juillet 2020, elle devient maire-adjointe de Saint-Denis et ne se représente pas aux élections départementales en 2021.

#### 5evice-président
En mars 2015, Emmanuel Constant est élu conseiller départemental du canton de Noisy-le-Grand en binôme avec l'écologiste Frédérique Denis. Il est élu cinquième vice-président chargé de l'éducation.

#### 6evice-présidente
Née le 2 février 1957, Corinne Valls est une personnalité politique française de gauche. Militante d'abord au PCF, elle est adjointe au maire de Romainville, Robert Clément, qui lui cède son siège en 1998.
En dissidence du PCF, Corinne Valls est élue maire en 2001. Mais elle a une majorité fragilisée par le départ dans l'opposition de six élus communistes de sa liste en 2003. Malgré le soutien des socialistes (élus sur la liste concurrente) en 2004, plusieurs dossiers (dont l'intercommunalité) sont bloqués du fait d'une majorité fragile et d'un soutien au cas par cas de certains conseillers municipaux. Ces difficultés la contraignent à remettre sa démission en décembre 2006. Elle est réélue avec plus de 50 % des voix le 18 février 2007, lors des élections municipales partielles consécutives. La liste « antilibérale citoyenne et populaire » (PCF, Comité citoyen romainvillois et personnalités locales) menée par Jean-Marie Doussin et arrivée en seconde position au premier tour s'est maintenue au second. Elle est réélue maire en 2008 et en 2014.
Corinne Valls est élue conseillère générale du canton de Romainville en mars 2004, où Robert Clément ne se représentait pas. Elle siège dans le groupe PS-Verts au conseil général. Elle a fondé son mouvement politique départemental, le Mouvement de la Gauche Citoyenne. Elle est élue vice-présidente en 2008 chargée des transports, déplacements et voirie. En mars 2011, elle est réélue conseillère générale et vice-présidente du conseil général, chargée de la voirie, des transports et des déplacements. En septembre 2012, elle passe de 6e à 5e vice-présidente, avec les mêmes fonctions. En mars 2015, elle est élue conseillère départementale du canton de Bagnolet en binôme avec Daniel Guiraud. Elle est élue sixième vice-présidente chargée des mobilités et du développement du territoire. En mars 2020, elle ne se représente pas à la mairie de Romainville ni en 2021 aux élections départementales.

#### 7evice-président
En mars 2015, Abdel Sadi est cependant réélu conseiller départemental du canton de Bobigny en binôme avec Pascale Labbé. Il est élu septième vice-président chargé des relations internationales et européennes, de la coopération décentralisée.

#### 8evice-présidente

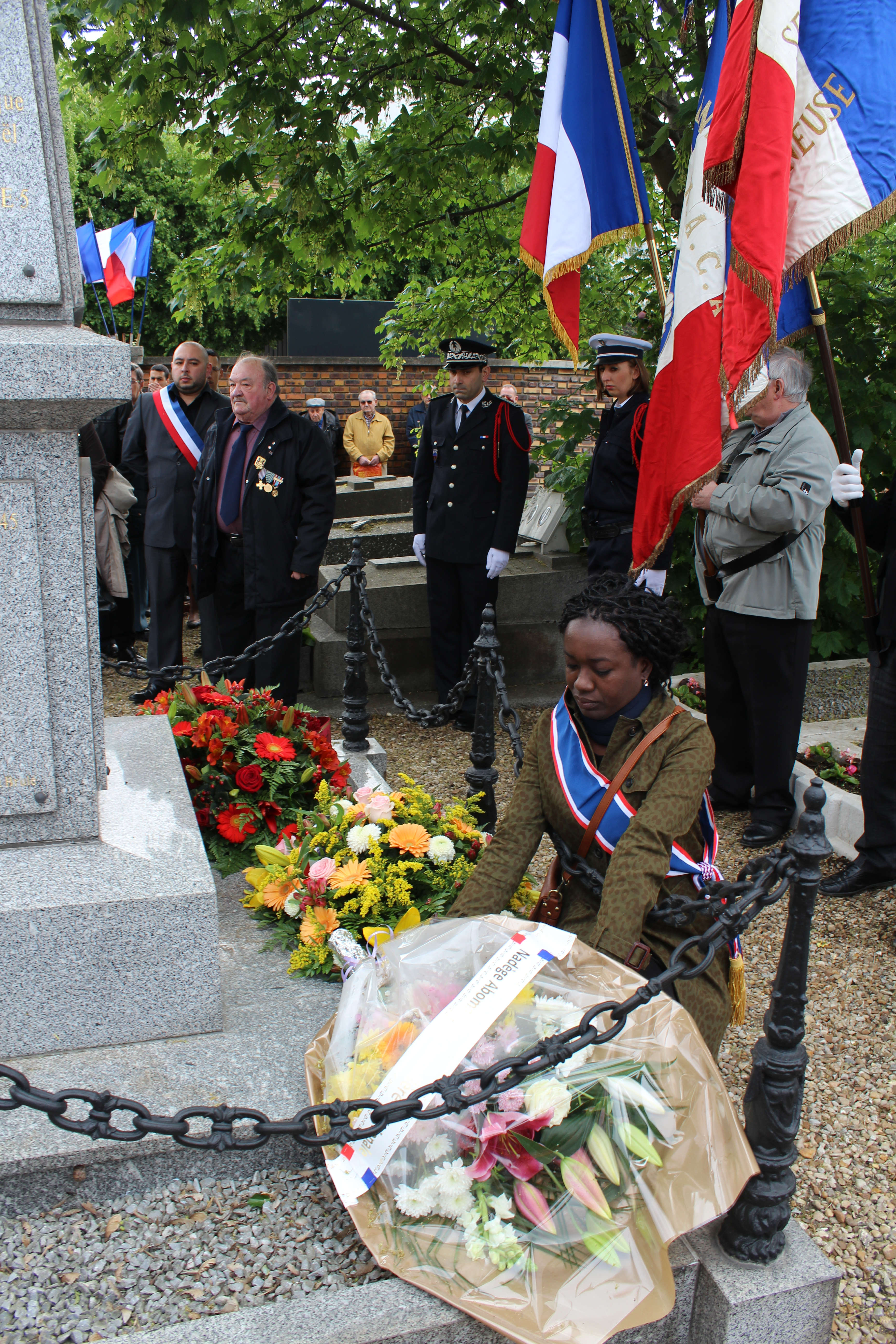
Nadège Abomangoli le 8 mai 2014 à Villetaneuse.

Née le 15 septembre 1975 à Brazzaville (Congo), ayant grandi à Épinay-sur-Seine, Nadège Abomangoli s'engage à SOS Racisme avant d'adhérer au PS en 2006. Diplômée de l'Institut d'études politique de Paris, elle est cadre de la fonction publique territoriale à la Ville de Paris. De 2010 à 2015, elle est membre du conseil régional d'Île-de-France et y préside de la commission sports et loisirs. Elle est seconde de la liste PS aux élections municipales de Villetaneuse en mars 2014. En mars 2015, elle est élue conseillère départementale du canton d'Épinay-sur-Seine en binôme avec Michel Fourcade. Elle devient huitième vice-présidente chargée de la politique de l’habitat et de la sécurité. Ayant rejoint LFI en 2019, elle est candidate sur le canton de Pantin avec un binôme communiste, mais n'est pas élue.

#### 9evice-président
En 2014, Frédéric Molossi est élu maire-adjoint au nouveau maire communiste, Patrice Bessac, chargé du personnel. Il préside l'EPTB Seine Grands Lacs et, depuis 2014, l'Association française des EPTB. En mars 2015, il est réélu conseiller départemental du canton de Montreuil-1 en binôme avec Magalie Thibaut. Il est élu neuvième vice-président chargé de l’enfance et de la famille.

#### 10evice-présidente
Née le 31 juillet 1979 au Brésil, originaire de Belo Horizonte, arrivée en France en 2001 pour y poursuivre ses études, naturalisée française en 2010, Silvia Capanema est historienne de formation. Elle est maître de conférence en langues et civilisations étrangères à l’université Paris 13 à  Villetaneuse. Installée à Saint-Denis depuis 2009, elle y rejoint le PCF en 2012 et devient conseillère municipale en mars 2014 sur la liste du maire Didier Paillard.  En mars 2015, elle est élue conseillère départementale du canton de Saint-Denis-2 en binôme avec Azzédine Taïbi. Elle est élue dixième vice-présidente chargée de la jeunesse et de la lutte contre les discriminations. En juin 2020, elle perd son mandat municipal.

#### 11evice-président
Pierre Laporte est né le 16 août 1950. Cadre territorial, permanent politique, alors membre du PCF, il a été adjoint au maire de Tremblay-en-France de 1995 à 2008. Il est réélu conseiller municipal en 2008 et en 2014. Il succède à Georges Prudhomme comme conseiller général du canton de Tremblay-en-France en 1998, réélu en 2004 et en 2011. Il fut l'un des fondateurs et animateurs de la FASE, avec François Asensi, et est actuellement membre d'Ensemble (Front de gauche). Il préside le groupe Communiste, citoyen, Front de gauche, pour une transformation sociale et écologique du conseil général de 2011 à 2015, du conseil départemental depuis 2015. En mars 2015, il est réélu conseiller départemental du canton de Tremblay-en-France en binôme avec Dominique Dellac. Il est élu onzième vice-président chargé de la solidarité.

#### 12evice-présidente
Salariée dans une entreprise d'insertion, membre du PS depuis 2004, Magalie Thibault est conseillère municipale d'opposition à Rosny-sous-Bois depuis mars 2014. Elle est élue conseillère départementale du canton de Montreuil-1 en mars 2015 en binôme avec Frédéric Molossi. Elle est élue douzième vice-présidente chargée de l’autonomie des personnes.

### Conseillers départementaux délégués

#### Mathieu Hanotin

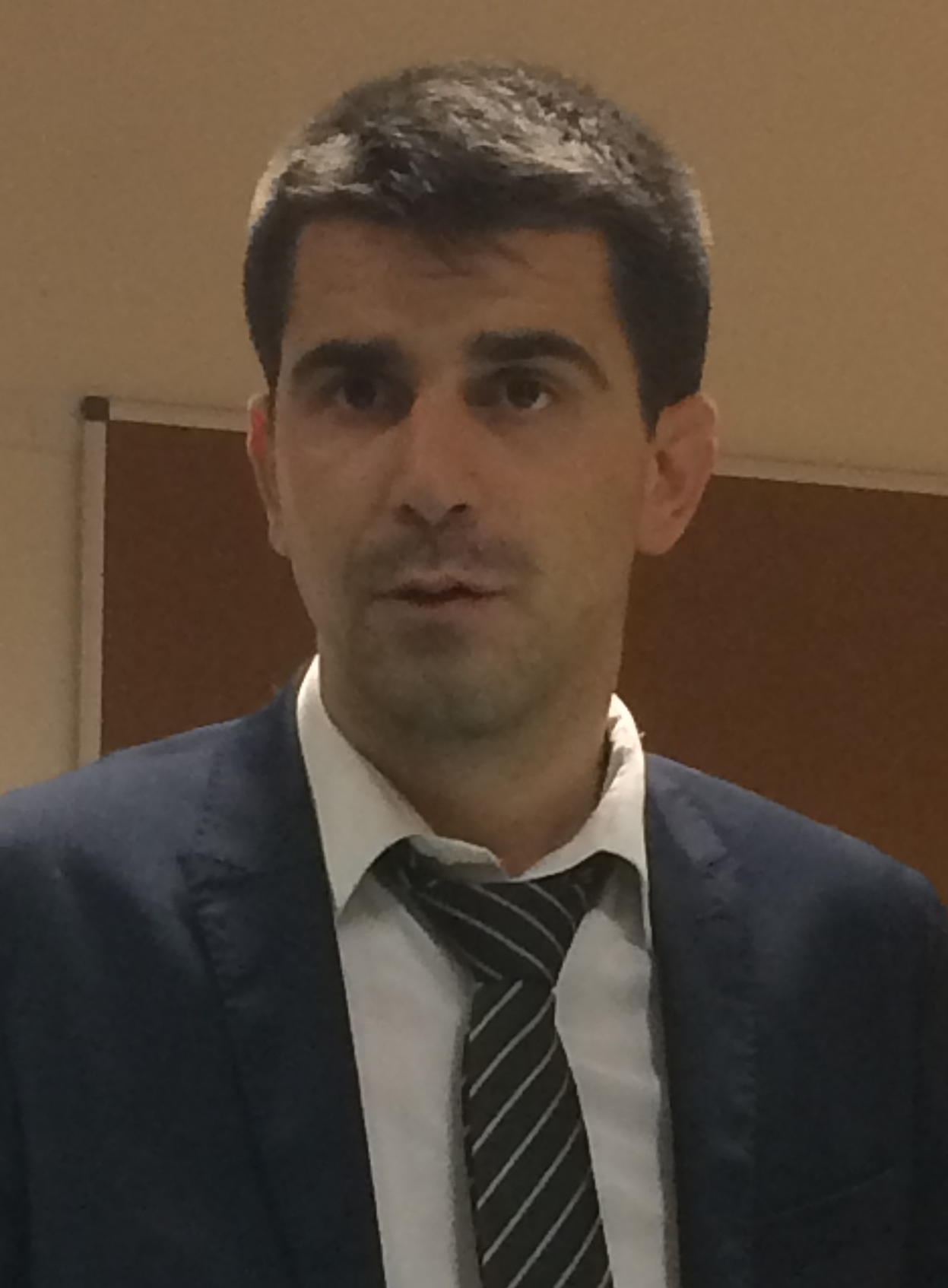
Mathieu Hanotin.

Mathieu Hanotin est élu conseiller général du canton de Saint-Denis-Sud en mars 2008 pour le PS, à seulement 29 ans, face au communiste sortant, Ronan Kerrest. Il prend alors en charge l'éducation, la citoyenneté et la lutte contre les discriminations en tant que vice-président du conseil général. Il travaille en particulier à la mise en œuvre du Plan Exceptionnel d'Investissement pour les collèges voté en 2010 par Claude Bartolone.
Après avoir milité à l'UNEF-ID, il passe trois ans au cabinet de Pascal Cherki, alors adjoint au maire de Paris, chargé des sports. En 2011, il devient vice-président chargé de l'éducation et de la jeunesse. Il est élu député de la Seine-Saint-Denis en 2012, après avoir battu l'ancien communiste Patrick Braouezec, qui s'était maintenu contre lui au second tour bien qu'arrivé derrière lui au premier tour des élections législatives. Obtenant 49,50 % des suffrages exprimés, sa liste est devancée de 181 voix par celle du maire communiste sortant, Didier Paillard, au second tour des élections municipales de 2014. Candidat aux élections départementales de 2015 en binôme avec l'écologiste Nadège Grosbois, il devance au premier tour le duo formé des deux conseillers généraux sortants Front de gauche de Saint-Denis, Bally Bagayoko et Florence Haye, ticket sur lequel le président de Plaine commune, Patrick Braouezec est suppléant, puis reste seul en lice pour le second à la faveur d'un accord départemental de désistement des candidats de gauche pour le mieux placé. En avril 2015, il quitte sa fonction de vice-président pour devenir président du groupe des élus socialiste et conseiller départemental délégué, chargé du sport et à l’organisation des grands événements. En juin 2020, il remporte l'élection municipale de Saint-Denis, puis il est élu président de Plaine commune. Il ne se représente pas aux élections départementales de juin 2021.

#### Florence Laroche
En mars 2015, elle est élue conseillère départementale du canton de Pantin en binôme avec Bertrand Kern. Elle devient conseillère départementale déléguée à la modernisation de l’administration, aux nouveaux services publics et aux nouvelles technologies.

#### Pascale Labbé
Pascale Labbé est élue en 2015 conseillère départementale en binôme avec Abdel-Majid Sadi dans le canton de Bobigny. En avril 2015, elle devient conseillère départementale déléguée chargée de l’égalité femmes-hommes et de l’Observatoire départemental des violences faites aux femmes.

#### Azzédine Taïbi
En mars 2015, il est conseiller départemental en binôme avec Silvia Capanema dans le canton de Saint-Denis-2. En avril 2015, il devient conseiller départemental délégué chargé de l’agenda 21.

#### Commission permanente
La commission permanente regroupe vingt-neuf membres : le président et les douze vice-présidents du conseil général, les quatre conseillers départementaux délégués, ainsi que Jean-Michel Bluteau, Christine Cerrigone, Gaëtan Grandin, Katia Coppi, Stephen Hervé, Martine Valleton, Vijay Monany, Séverine Maroun, Hervé Chevreau, Aude Lagarde, Gérard Prudhomme, Zaïnaba Saïd-Anzum.

### Élus par groupe politique

#### Groupe socialiste, radical et Gauche citoyenne
Comptant 12 membres (10 PS, 1 PRG, 1 MGC), le groupe est présidé par Mathieu Hanotin. Avec le président du conseil départemental, Stéphane Troussel, et les vice-présidents Daniel Guiraud, Corinne Valls, Nadège Abomangoli, Emmanuel Constant, les conseillers délégués Mathieu Hanotin et Florence Laroche, sont membres du groupe les conseillers départementaux suivants:

##### Michel Fourcade

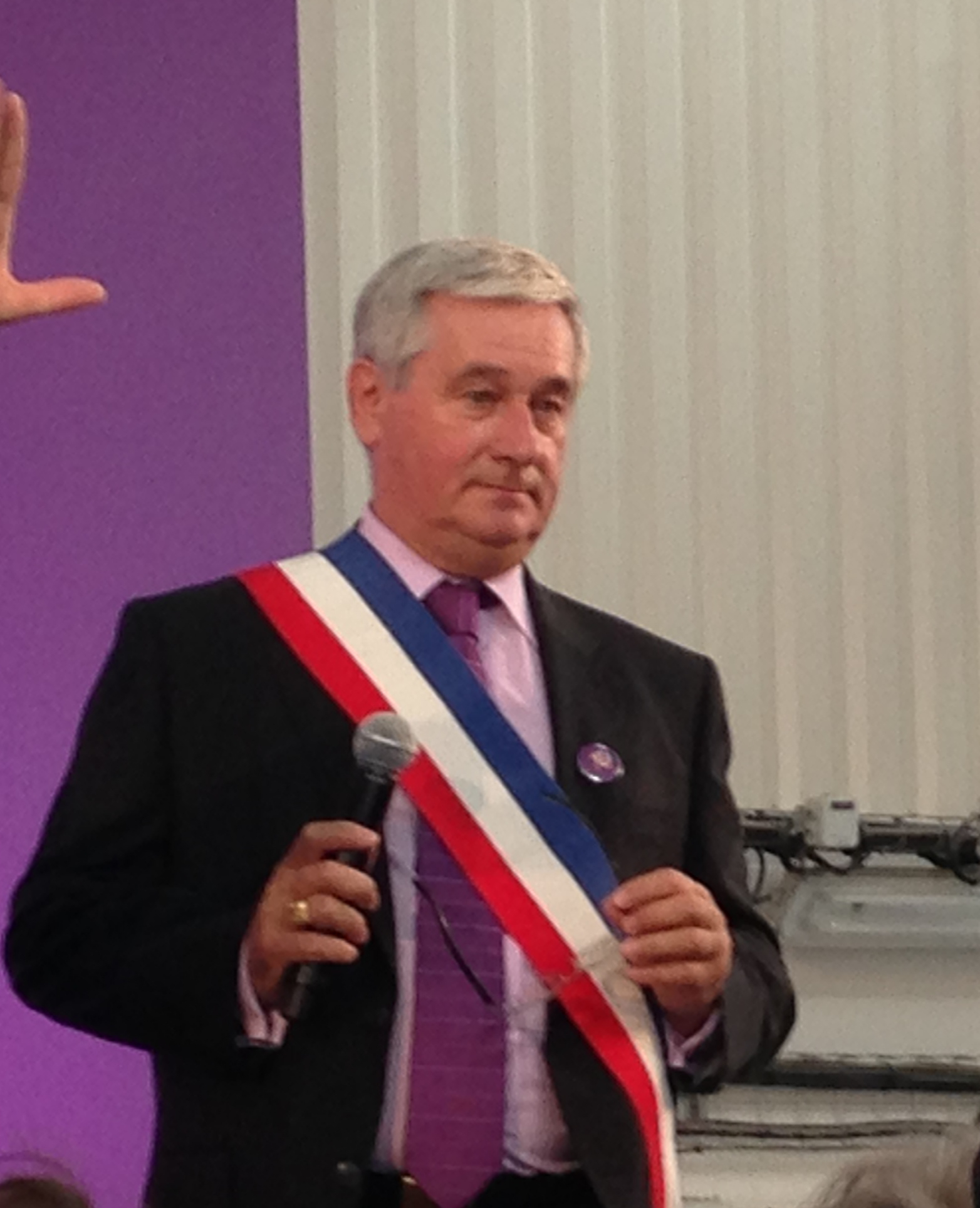
Michel Fourcade en août 2013.

Michel Fourcade est élu conseiller général du canton de Pierrefitte-sur-Seine en 2004 et réélu en mars 2011. Le 15 mars 2008, il est élu maire de Pierrefitte-sur-Seine, puis est réélu en mars 2014. En mars 2015, il est élu conseiller départemental du canton d'Épinay-sur-Seine en binôme avec Nadège Abomangoli.

##### Bertrand Kern
Bertrand Kern est une personnalité politique française, membre du PS, né le 4 février 1962 à Belfort. Cadre de banque, puis assistant parlementaire, enfin avocat, il est suppléant de Claude Bartolone en 1997. Il devient député le 1er mai 1998 (jusqu'au 18 juin 2002) quand ce dernier est nommé ministre du gouvernement Lionel Jospin. En 1998, il a été élu conseiller général du canton de Pantin-Ouest, puis réélu au premier tour en 2004.
Conseiller municipal de Pantin (Seine-Saint-Denis) de 1989 à 1995, puis adjoint au maire chargé des finances de 1995 à 2001, il est élu en 2001 maire de la ville, sa liste ayant devancé celle du maire communiste sortant, Jacques Isabet. Il est réélu au premier tour en 2008. Il a présidé la communauté d'agglomération Est Ensemble de janvier 2010 à octobre 2012. Il est réélu conseiller général en mars 2011 et maire de Pantin en mars 2014. En mars 2015, il est élu conseiller départemental du canton de Pantin en binôme avec Florence Laroche.

##### Zaïnaba Saïd-Anzum
Consultante en informatique, membre du Parti socialiste, Zaïnaba Saïd-Anzum a été la suppléante de Stéphane Troussel lors des élections cantonales de 2011. Elle devient en 2014 4e adjointe au maire de La Courneuve, chargée des transports et des déplacements urbains. En mars 2015, elle est élue conseillère départementale du canton de La Courneuve en binôme avec Stéphane Troussel.

#### Groupe Europe Écologie – Les Verts
Présidé par Frédérique Denis, il comprend 2 membres avec la vice-présidente Nadège Grosbois. Il siège en intergroupe avec le groupe « Socialistes, radicaux et gauche citoyenne ».

##### Frédérique Denis
Militante écologiste depuis 1998, Frédérique Denis a été enseignante. Elle est conseillère municipale déléguée de Noisy-le-Grand, chargée de la santé et de la prévention, de 2014 à 2015. En mars 2015, elle est élue conseillère départementale en binôme avec Emmanuel Constant dans le canton de Noisy-le-Grand.

#### Groupe communiste, citoyen, Front de gauche pour une alternative sociale et écologique
Il comprend 10 membres avec les vice-présidents Meriem Derkaoui, Belaide Bedreddine, Abdel-Madjid Sadi, Silvia Capanema, Pierre Laporte (qui préside le groupe), les conseillers délégués Azzédine Taïbi, Pascale Labbé, ainsi que :

##### Dominique Attia
Salariée dans une entreprise d'ingénierie du bâtiment, Dominique Attia a été conseillère municipale communiste de Montreuil de 2001 à 2005, pendant la mandature de Jean-Pierre Brard, puis conseillère municipale d'opposition de 2008 à 2014, pendant la mandature de Dominique Voynet. Membre d'Ensemble (Front de gauche), elle est adjointe au maire de Montreuil depuis 2014, chargée des affaires sociales et des solidarités. Elle est élue conseillère départementale du canton de Montreuil-2 en mars 2015 en binôme avec Belaïde Bedreddine.

##### Pascal Beaudet
Instituteur, adjoint au maire d'Aubervilliers de 1995 à 2003, Pascal Beaudet succède à Jack Ralite comme maire de la ville en 2003. Il adhère au PCF en 2002. Battu aux élections municipales de 2008 par Jacques Salvator, Il est élu conseiller général du canton d'Aubervilliers-Est en mars 2011 face à la sortante socialiste Évelyne Yonnet. Pascal Beaudet prend sa revanche sur Jacques Salvator aux élections municipales de mars 2014 et redevient maire d'Aubervilliers. En mars 2015, il est conseiller départemental dans le canton d'Aubervilliers en binôme avec Meriem Derkaoui. Il démissionne de son mandat de maire d'Aubervilliers en janvier 2016.

##### Dominique Dellac
Directrice d'une agence de communication publique de 2004 à 2014, membre du Parti communiste, Dominique Dellac habite à Montfermeil. En mars 2015, elle est élue conseillère départementale en binôme avec Pierre Laporte dans le canton de Tremblay-en-France.

#### Groupe Les Républicains
Présidé par Jean-Michel Bluteau, le groupe Les Républicains compte 10 membres, contre 12 en 2015, après que Mohamed Ayaddi et Vijay Monany l'ont quitté en 2017 :

##### Jean-Michel Bluteau et Michèle Choulet
Fonctionnaire, Jean-Michel Bluteau est élu conseiller général du canton de Villemomble lors des élections cantonales partielles qui se sont tenues les 14 et 21 octobre 2007, à la suite de l'élection de son prédécesseur, Patrice Calméjane, en tant député de la huitième circonscription de la Seine-Saint-Denis, puis réélu en 2008. Né le 13 août 1972 au Raincy, il est, depuis 1995, conseiller municipal de Villemomble, dont il fut maire-adjoint de 2001 à 2014.
Michèle Choulet est née le 25 août 1955. Huissier de justice, elle s'engage à l'UMP en 2005 et est conseillère municipale déléguée aux finances et au logement de Neuilly-Plaisance depuis 2008.
En mars 2015, Jean-Michel Bluteau et Michèle Choulet sont élus conseillers départementaux en binôme dans le canton de Villemomble.

##### Sylvie Paul-Bernard
Assistante juridique, Sylvie Paul-Bernard, membre du mouvement Les Républicains, habite à Clichy-sous-Bois. En mars 2015, elle est élue conseillère départementale en binôme avec Gérard Prudhomme dans le canton de Livry-Gargan.

##### Christine Cerrigone
Christine Cerrigone, née le 21 septembre 1966, est la compagne du maire du Blanc-Mesnil, Thierry Meignen. Elle est responsable des achats dans un groupe industriel. Élue conseillère municipale d'opposition au Blanc-Mesnil en 2008, elle est 6e adjointe au maire, chargée des seniors, des anciens combattants et de la solidarité depuis 2014.
En mars 2015, Christine Cerrigone avait été élue conseillère départementale en binôme avec dans Thierry Meignen le canton du Blanc-Mesnil, Vijay Monany étant suppléant.

##### Séverine Maroun
Cadre territoriale, Séverine Maroun est née le 11 octobre 1971. Membre de l'UMP (aujourd'hui Les Républicains) depuis 2002, elle est élue conseillère municipale d'opposition à Aulnay-sous-Bois en mars 2008 et devient première adjointe au maire, chargée de la vie quotidienne, de la sécurité, de la prévention, des affaires sociales et de la communication en 2014. Elle est déléguée UMP puis LR de la 10ème circonscription de la Seine-Saint-Denis.
En mars 2015, Séverine Maroun avait été élue conseillère départementale en binôme avec Bruno Beschizza dans le canton d'Aulnay-sous-Bois, Mohammed Ayyadi étant suppléant.

##### Gaëtan Grandin et Marie-Blanche Pietri
Cadre territorial, Gaëtan Grandin est né le 27 octobre 1965. Il a été directeur de cabinet du maire (Les Républicains) de Gagny, Michel Teulet, de 2000 à 2010. De 2001 à 2008, il est conseiller municipal du Raincy, élu sur la liste du maire, Éric Raoult. En 2010, il entre au cabinet de Valérie Pécresse, alors ministre de l'Enseignement supérieur et de la Recherche, puis la suit au ministère du Budget, des Comptes publics et de la Réforme de l'État comme conseiller aux transports et aux finances. Il est, de 2014 à 2020, 5e adjoint au maire de Gagny, chargé des finances, du budget, de l'administration générale et de l'urbanisme.
Médecin en exercice, Marie-Blanche Pietri entre à l'UMP en 2008. Elle a été candidate sur la liste d'opposition à Neuilly-sur-Marne aux élections municipales de 2014.
En mars 2015, Gaëtan Grandin et Marie-Blanche Pietri sont élus conseillers départementaux en binôme dans le canton de Gagny.

##### Katia Coppi et Stephen Hervé
Katia Coppi est née le 29 mai 1949. Elle est retraitée du secteur privé. Elle siège au conseil municipal des Pavillons-sous-Bois depuis 1995, où elle est première adjointe au maire (apparentée au mouvement Les Républicains), chargée de l'enseignement et de la jeunesse, de 2001 à 2017. Elle a été élue conseillère générale du canton des Pavillons-sous-Bois en novembre 2004, à la suite de la démission du titulaire Philippe Dallier, élu sénateur. Elle est réélue conseillère générale en mars 2011. Elle devient maire des Pavillons-sous-Bois le 21 octobre 2017, après que Philippe Dallier, réélu sénateur, a été contraint de démissionner en raison de la loi sur le non-cumul des mandats.
Docteur en sciences, ingénieur, responsable d'études dans le laboratoire d'un groupe cimentier, Stephen Hervé est né le 20 août 1977 à Noisy-le-Sec. Membre du parti Les Républicains, il est conseiller municipal d'opposition de Bondy depuis 2008.
En mars 2015, Katia Coppi et Stephen Hervé sont élus conseillers départementaux en binôme dans le canton de Bondy.

##### Martine Valleton
Née le 27 juillet 1950 à Paris, Martine Valleton a été juriste au ministère de l'économie et des finances, après avoir étudié à l'université de Paris II et à l'Institut d'études politiques de Paris. Elle s'installe à Villepinte en 1969, dont elle devient conseillère municipale de 1984 à 1989, puis adjointe au maire chargée des affaires économiques de 1989 à 1995. Conseillère municipale d'opposition de 1995 à 2001, Martine Valleton est maire de la commune de 2001 à 2008. Elle est élue conseillère générale du canton de Villepinte en mars 2011 face à la conseillère sortante, Nelly Roland-Iriberry, qui l'avait battue aux élections municipales de 2008. Conseillère municipale d'opposition de 2008 à 2011, elle redevient maire de la ville en 2014, après la large victoire de sa liste contre celle de la maire sortante, Nelly Roland-Iriberry.
Membre de l'UDF de 1981 à 2002 et du Parti républicain de 1981 à 1998, elle rejoint l'UMP lors de sa création, en 2002, et en est secrétaire générale-adjointe chargée de la parité, sous la présidence d'Alain Juppé, jusqu'en 2004. Martine Valleton a été conseillère régionale d'Île-de-France de 2004 à 2014. En mars 2015, elle est élue conseillère départementale en binôme avec Yvon Kergoat dans le canton de Sevran.

#### Groupe Union des Indépendants – Modem
Présidé par Aude Lagarde, le Groupe Union des Indépendants - Modem compte 3 membres, après que Gérard Prudhomme l'a quitté en 2018.

##### Aude Lagarde et Hamid Chabani
Hamid Chabani est professeur d'histoire-géographie. Il a été président des Jeunesses centristes de Seine-Saint-Denis (NC) de 2008 à 2011 et est membre de l'UDI et de Force européenne démocrate (FED). Il est conseiller municipal de Drancy, délégué à la vie associative de 2007 à 2014, à la coordination des conseils de quartiers depuis 2014. Il devient conseiller départemental en janvier 2016, succédant à Stéphane Salini après que celui-ci a démissionné à la suite de son élection en décembre 2015 au conseil régional d'Île-de-France.
Aude Lavail-Lagarde est née le 15 mai 1976 à Castelnaudary. Elle est juriste. C'est l'épouse de Jean-Christophe Lagarde, député depuis 2002, maire de Drancy de 2001 à 2017, et président de l'UDI et de FED, dont elle est aussi membre. Elle est élue adjointe au maire de Drancy en 2001, chargée des affaires sociales et des personnes âgées et conseillère régionale d'Île-de-France de 2004 à 2015. Elle succède à son mari comme maire de Drancy le 2 septembre 2017 après que ce dernier, réélu député, a démissionné en raison de la loi sur le non-cumul des mandats.
En mars 2015, Aude Lagarde et Stéphane Salini sont élus conseillers départementaux en binôme dans le canton de Drancy, Hamid Chabani étant alors suppléant.

##### Yvon Kergoat
Fonctionnaire d'État à la retraite, Yvon Kergoat a été adjoint au maire de Sevran, Jacques Oudot,  de 1995 à 2001, puis conseiller municipal d'opposition (UDF, puis MoDem) de 2001 à 2014. En mars 2015, il est élu conseiller départemental en binôme avec Martine Valleton dans le canton de Sevran. Il est le doyen d'âge de l'assemblée.

#### Groupe centriste
Le groupe centriste compte 2 membres.

##### Hervé Chevreau et Marie-Louise Magrino
Ancien membre du MPF, Hervé Chevreau est élu maire (UDF) d'Épinay-sur-Seine en 2001. Il connaît un premier échec aux élections cantonales de mars 2004 face à Serge Méry, avant de battre ce dernier en mars 2011. Il rejoint le MoDem en 2007, puis le quitte en 2009. Il est réélu maire d'Épinay-sur-Seine en 2008 et en 2014.
Marie-Louise Magrino, responsable associative, a été candidate à Saint-Ouen, où elle réside, sur la liste de William Delannoy aux élections municipales de mars 2014.
En mars 2015, Hervé Chevreau et Marie-Louise Magrino sont élus conseillers départementaux en binôme dans le canton de Saint-Ouen. Au premier tour, ils affrontaient une autre candidature centriste menée par le maire de Saint-Ouen, William Delannoy.

#### Groupe Agir pour la Seine-Saint-Denis
Le groupe Agir pour la Seine-Saint-Denis, créé en 2018, compte 2 membres.

##### Mohamed Ayyadi
Mohamed Ayyadi est né le 27 avril 1969. Il est informaticien. Membre du parti Les Républicains jusqu'à l'élection de Laurent Wauquiez à la tête de ce parti, il est 4e adjoint au maire d'Aulnay-sous-Bois  chargé de la jeunesse, des sports et de la vie associative de mars 2014 à juillet 2017, puis entre dans l'opposition au sein du conseil municipal et soutient la liste LREM aux élections sénatoriales de septembre 2017. Il devient conseiller départemental en janvier 2016 à la suite de la démission de Bruno Beschizza, dont il était le suppléant, ce dernier ayant été élu conseiller régional en décembre 2015. Il annonce rejoindre Agir le 12 mai 2018.

##### Gérard Prudhomme
Cadre retraité du secteur privé, Gérard Prudhomme est né le 31 juillet 1948. Ancien adhérent à l'UDF, puis membre de l'UDI, il a été conseiller municipal d'opposition de Livry-Gargan de 1983 à 2014 et est premier adjoint au maire depuis 2014, chargé du personnel communal, des jumelages, des affaires générales et des anciens combattants. Battu aux élections cantonales de 2001 et de 2008, il est élu en mars 2015 conseiller départemental en binôme avec Sylvie Paul dans le canton de Livry-Gargan. Il quitte le groupe UDI-Modem pour rejoindre Agir en 2018.

#### Non inscrit à un groupe

##### Vijay Monany
Vijay Monany est né en 1982. Il succède à Thierry Meignen au conseil départemental en janvier 2016, après que ce dernier a démissionné en raison de son élection au conseil régional d'Île-de-France, en décembre 2015. Licencié en philosophie, il est titulaire d'un master en Affaires publiques de l'Institut d'études politiques de Paris, où il enseigne, par ailleurs. Il adhère au RPR en 1999 et est conseiller municipal d'opposition au Blanc-Mesnil de 2008 à 2014. Il devient directeur de cabinet du nouveau maire, Thierry Meignen, en mars 2014. Il quitte le groupe Les Républicains du conseil départemental le 26 décembre 2017, après des propos controversés sur l'immigration en Seine-Saint-Denis.